# Lev Semënovič Berg
Lev Semjonovič Berg (in russo Лев Семёнович Берг; Tighina, 14 marzo 1876 – Leningrado, 24 dicembre 1950) è stato un biologo e geografo russo.

## Dati biografici
Si laureò all'Università di Mosca nel 1898. Tra il 1903 e il 1914 lavorò al Museo di zoologia di Leningrado. Fu uno dei fondatori dell'Istituto geografico russo, oggi facoltà di Geografia dell'Università di San Pietroburgo. Venne eletto presidente della Società geografica russa dal 1940 al 1950.
Studiò e determinò la profondità di molti laghi dell'Asia centrale, fra i quali il Lago Balkhash e l'Ysyk-Köl. Ha sviluppato la teoria di Vasily Vasili'evich Doluchaev sulle zone naturali fino a farla diventare fondamento della biologia sovietica dell'epoca.
Fra le sue ricerche monografiche pionieristiche sulla climatologia, ricordiamo Clima e Vita del 1922 e Fondamenta della climatologia del 1928. Durante la sua vita è stato un punto di riferimento per gli studiosi di ittiologia. Nel 1916 pubblicò 4 volumi su uno studio dei Pesci della Russia. La quarta edizione fu pubblicata nel 1949 col titolo Pesci di acqua dolce dell'Unione sovietica e Paesi Adiacenti e vinse il Premio Stalin. La sua notorietà raggiunse il massimo per aver scoperto la relazione parassitaria fra le lamprede e il salmone.
In Occidente, Berg è più conosciuto come l'autore del controverso La macroevoluzione, dove esplica la teoria di Nomogenesis (Berg, L. S. Nomogenes ili evolutsia na osnove zakonomernostey. Instituta di geograficheskogo di Trudy. T. 1. Petersburg: Gos. Izd 1922).

## Generi e specie descritti
Ha descritto e denominato molti generi e specie, fra i quali:
- Ophiocephalus warpachowski BERG, 1909  (Ophiocephalidae)

## Portano il suo nome
In suo onore sono state denominati circa una sessantina fra generi e specie di piante e animali fra cui:
- Bathyraja bergi DOLGANOV, 1985 (Rajidae)
- Cryptacanthoides bergii LINDBERGH, 1930 (Cryptacanthodidae)
- Cyclopteropsis bergi POPOV, 1929 (Cyclopteridae)
- Nemadactylus bergi NORMAN, 1937 (Cheilodactylidae)
- Channa warpachowski bergi (Channidae)
- Hyrcanogobius bergi (Gobiidae)
- Psammobatis bergi MARINI, 1932 (Arhynchobatidae)
- Scorpaena bergii EVERMANN & MARSH, 1900 (Scorpaenidae)
- Taurocottus bergi SOLDATOV & PAVLENKO, 1915 (Cottidae)

Nel 2001, la Banca centrale di Transnistria ha coniato in suo onore una moneta d'argento, che fa parte di una serie dedicata alle personalità nate in questa regione moldava.

## Altre opere
- Scoperta della Kamchatka e viaggi di Bering nella Kamchatka (1924)
- Zone naturali della Russia (1950)
- Classificazione scientifica dei Pesci, recenti e fossili (1940)

| Berg è l'abbreviazione standard utilizzata per le specie animali descritte da Lev Semënovič Berg. Categoria:Taxa classificati da Lev Semënovič Berg |